# Psychotria trichophora
Psychotria trichophora är en måreväxtart som beskrevs av Johannes Müller Argoviensis. Psychotria trichophora ingår i släktet Psychotria och familjen måreväxter. Inga underarter finns listade i Catalogue of Life.